# Suidwijn

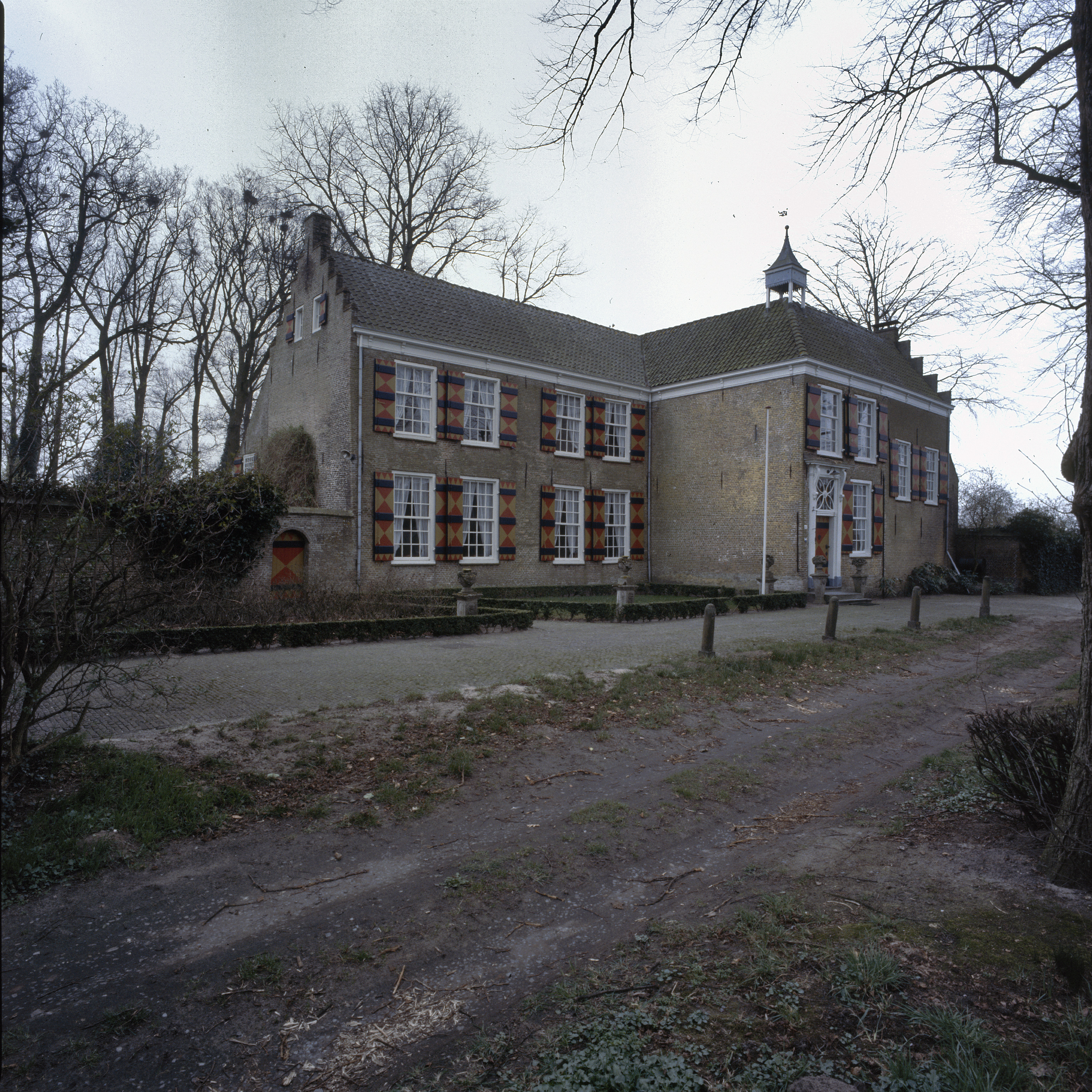
Slot Zuydewijn of Zijdewinde in Besoijen uit de 13e eeuw. Mogelijk heeft plantage Suidwijn aan dit kasteeltje haar naam ontleend.

Suidwijn, ook wel Suitwijn, Suidwyn of Zuydwijn, is een voormalige suikerplantage aan de Cotticarivier in de kolonie Suriname.
De plantage, voorheen Breitenveldt genaamd, lag in het opvaren van de rivier aan de rechterhand, vlak voor de plantages Cadix en Vriendsburg, voorheen Reis Veldt.
In 1719 was Suidwijn 2.000 akkers groot (860 hectare), in 1737 1.000 en in 1770 wederom 2.000 akkers.
Achtereenvolgende eigenaren:
- Ca. 1703: Zacharias Biermans en Compagnon
- 1712: Erven Biermans, compagnon
- 1718: Jan Hondius
- 1737: Van der Gaagh
- 1763: Erven van der Gaagh
- 17??: De Camp
- 1770: Erven de Camp

In 1700 vertrekt Zacharias Biermans, een militair chirurgijn, naar Suriname. Kort ervoor had hij zich ingeschreven als lid van de gereformeerde kerk in het van oudsher katholieke Drunen. In Paramaribo sluit hij zich aan bij de gereformeerde gemeente van 'Paramaribo, Beneden- en Boven-Commewijne, Perica en Thorarica'. Ook wordt hij lid van de burgercompagnie. In de kolonie-administratie wordt Biermans vermeld als eigenaar van suikerplantage Suidwijn, samen met een compagon. Mogelijk is dat Corstiaen Nouwens uit Sprang, mogelijk Jan Hondius. In 1703 vervoert het schip Keijzer Alexander de Grote 1.200 kilo suiker van Suidwijn naar Amsterdam.
In 1705 werken op de plantage vijf kolonisten en zeventien slaafgemaakten. In 1706 levert de West-Indische Compagnie (WIC) via een aantal tussenpersonen twee nieuwe slaafgemaakten aan Biermans. In 1710 werken op Suidwijn twintig slaafgemaakten. In 1711 plots nog maar drie, waarschijnlijk door verkoop: Na het overlijden van zijn echtgenote in 1710 verlaat Biermans in 1712 de kolonie, samen met zijn dochtertje Adriana. Hij keert terug naar De Langstraat, waar hij in hetzelfde jaar overlijdt en wordt begraven in Besoijen. Zijn moeder -inmiddels getrouwd met de president-schepen van het dorp- erft 7/8 deel van de helft van de plantage, waarvan de waarde werd vastgesteld op 2.887 guldens en 10 stuivers. Zij verkoopt haar belang.
Dat de plantage wordt doorgezet blijkt uit een inventaris van 1719. Er werken dan weer twaalf slaafgemaakten. Er is een suikermolen en een 'kookhuis' met vier ingemetselde koperen suikerketels en een brandijzer met de letters ZW, van ZuydWijn of ZuydeWijn. Het woonhuis is veertig voeten lang (ca. 12 meter). De veestapel bestaat uit negen paarden, zeven ossen, zeven koeien, een stier en enkele kalveren.
In de 19e eeuw is van een zelfstandige plantage geen sprake meer en verdwijnt de naam Suidwijn van de kaart, in welke spellingswijze dan ook.